# Tossal de Fontfreda
El Tossal de Fontfreda és una muntanya de 2.042,5 metres d'altitud que es troba a cavall dels termes municipals de Llavorsí i de Rialb, a la comarca del Pallars Sobirà, en el darrer cas, dins del territori de l'antic terme de Surp.
És a l'extrem oriental de la Serra de Matanegra, al sud-oest del Pic de l'Àliga i a llevant del Piflorit.